# Episodi di Omnibus (sesta stagione)
La sesta stagione della serie televisiva Omnibus è stata trasmessa in anteprima negli Stati Uniti d'America dalla NBC tra il 1957 e il 20 aprile 1958.
| nº | Titolo originale                      | Titolo italiano | Prima TV USA     | Prima TV Italia |
| -- | ------------------------------------- | --------------- | ---------------- | --------------- |
| 5  | Stover at Yale                        |                 | 20 ottobre 1957  |                 |
| 7  | America's Trial by Jury/Staff of Life |                 | 3 novembre 1957  |                 |
| 8  | School for Wives                      |                 | 10 novembre 1957 |                 |
| 9  | American Trial by Jury                |                 | 17 novembre 1957 |                 |
| 11 | Bernstein: A Musical Travelogue       |                 | 1º dicembre 1957 |                 |
| 13 | Life of Samuel Johnson                |                 | 15 dicembre 1957 |                 |
| 17 | The Suburban Review                   |                 | 14 gennaio 1958  |                 |
| 19 | La Perichole                          |                 | 25 gennaio 1958  |                 |
| 23 | Moment of Truth                       |                 | 24 febbraio 1958 |                 |
| 25 | Mrs. McThing                          |                 | 9 marzo 1958     |                 |
| 27 | What Makes Opera Grand?               |                 | 23 marzo 1958    |                 |
| 29 | The Lady's Not for Burning            |                 | 6 aprile 1958    |                 |
| 30 | The Reindeer Men                      |                 | 20 aprile 1958   |                 |